# 진인페리
진인페리의 정식명칭은 진인해운 유한공사로 2002년 인천-진황도간 카페리 운영선사로 지정되어, 한중합작을 통해 태어난 선사이다. 
주 2회 정기적으로 인천과 친황다오(진황도)를 오간다.

## 사업
한중 Car-ferry 사업은 제3국 투자를 배제한 한중 양국간의 공동출자를 통해 합작회사를 설립하여 각 항로에 대한 운항을 시작하였으며, 공동이익배분 및 공동선복교환 등 선복 투입에 대한 정책적인 조정 및 관리를 통하여 시장이 형성되었다. 이에 진인페리는 한국측 흥아해운주식회사와 중국측 진황도 항무집단간의 합작투자로 지분구성이 이루어졌으며, 2004년 4월 첫 운항을 하게 되었으며, 주 2항차 스케줄로 양국간을 운항하고 있다.